# Liste der Bodendenkmäler im Kreis Soest
Die Liste der Bodendenkmäler im Kreis Soest umfasst:
- Liste der Bodendenkmäler in Anröchte (keine Bodendenkmäler)
- Liste der Bodendenkmäler in Bad Sassendorf
- Liste der Bodendenkmäler in Ense
- Liste der Bodendenkmäler in Erwitte
- Liste der Bodendenkmäler in Geseke
- Liste der Bodendenkmäler in Lippetal
- Liste der Bodendenkmäler in Lippstadt
- Liste der Bodendenkmäler in Möhnesee
- Liste der Bodendenkmäler in Rüthen
- Liste der Bodendenkmäler in Soest
- Liste der Bodendenkmäler in Warstein
- Liste der Bodendenkmäler in Welver
- Liste der Bodendenkmäler in Werl
- Liste der Bodendenkmäler in Wickede (Ruhr) (keine Bodendenkmäler)